# Lijst van nummer 1-hits in Duitsland in 1990
Deze hits stonden in 1990 op nummer 1 in de Musikmarkt Top 100, de bekendste hitlijst in Duitsland.
| Datum        | Artiest            | Titel                        |
| ------------ | ------------------ | ---------------------------- |
| 5 januari    | Phil Collins       | Another day in paradise      |
| 12 januari   | Phil Collins       | Another day in paradise      |
| 19 januari   | Phil Collins       | Another day in paradise      |
| 26 januari   | Phil Collins       | Another day in paradise      |
| 2 februari   | Phil Collins       | Another day in paradise      |
| 9 februari   | Werner Wichtig     | Pump ab das bier             |
| 16 februari  | Werner Wichtig     | Pump ab das bier             |
| 23 februari  | Werner Wichtig     | Pump ab das bier             |
| 2 maart      | Sinéad O'Connor    | Nothing compares 2 U         |
| 9 maart      | Sinéad O'Connor    | Nothing compares 2 U         |
| 16 maart     | Sinéad O'Connor    | Nothing compares 2 U         |
| 23 maart     | Sinéad O'Connor    | Nothing compares 2 U         |
| 30 maart     | Sinéad O'Connor    | Nothing compares 2 U         |
| 6 april      | Sinéad O'Connor    | Nothing compares 2 U         |
| 13 april     | Sinéad O'Connor    | Nothing compares 2 U         |
| 20 april     | Sinéad O'Connor    | Nothing compares 2 U         |
| 27 april     | Sinéad O'Connor    | Nothing compares 2 U         |
| 4 mei        | Sinéad O'Connor    | Nothing compares 2 U         |
| 11 mei       | Sinéad O'Connor    | Nothing compares 2 U         |
| 18 mei       | Matthias Reim      | Verdammt, ich lieb' Dich     |
| 25 mei       | Matthias Reim      | Verdammt, ich lieb' Dich     |
| 1 juni       | Matthias Reim      | Verdammt, ich lieb' Dich     |
| 8 juni       | Matthias Reim      | Verdammt, ich lieb' Dich     |
| 15 juni      | Matthias Reim      | Verdammt, ich lieb' Dich     |
| 22 juni      | Matthias Reim      | Verdammt, ich lieb' Dich     |
| 29 juni      | Matthias Reim      | Verdammt, ich lieb' Dich     |
| 6 juli       | Matthias Reim      | Verdammt, ich lieb' Dich     |
| 13 juli      | Matthias Reim      | Verdammt, ich lieb' Dich     |
| 20 juli      | Matthias Reim      | Verdammt, ich lieb' Dich     |
| 27 juli      | Matthias Reim      | Verdammt, ich lieb' Dich     |
| 3 augustus   | Matthias Reim      | Verdammt, ich lieb' Dich     |
| 10 augustus  | Matthias Reim      | Verdammt, ich lieb' Dich     |
| 17 augustus  | Matthias Reim      | Verdammt, ich lieb' Dich     |
| 24 augustus  | Matthias Reim      | Verdammt, ich lieb' Dich     |
| 31 augustus  | Matthias Reim      | Verdammt, ich lieb' Dich     |
| 7 september  | DNA & Suzanne Vega | Tom's diner                  |
| 14 september | DNA & Suzanne Vega | Tom's diner                  |
| 21 september | DNA & Suzanne Vega | Tom's diner                  |
| 28 september | DNA & Suzanne Vega | Tom's diner                  |
| 5 oktober    | DNA & Suzanne Vega | Tom's diner                  |
| 12 oktober   | DNA & Suzanne Vega | Tom's diner                  |
| 19 oktober   | DNA & Suzanne Vega | Tom's diner                  |
| 26 oktober   | Londonbeat         | I've been thinking about you |
| 2 november   | Londonbeat         | I've been thinking about you |
| 9 november   | Enigma             | Sadeness part I              |
| 16 november  | Enigma             | Sadeness part I              |
| 23 november  | Enigma             | Sadeness part I              |
| 30 november  | Enigma             | Sadeness part I              |
| 7 december   | Enigma             | Sadeness part I              |
| 14 december  | Enigma             | Sadeness part I              |
| 21 december  | Enigma             | Sadeness part I              |
| 28 december  | Enigma             | Sadeness part I              |